# كوني يا دايني
كوني يا دايني (باليابانية: 大仁 邦彌) (12 أكتوبر 1944 في كوبه في اليابان – )؛ هو لاعب كرة قدم ياباني سابق كان يلعب كمدافع. سبق له أن لعب مع منتخب اليابان.

## وصلات خارجية
- كوني يا دايني على موقع قاعدة بيانات كرة القدم.إي يو (الإنجليزية)
- كوني يا دايني على موقع ناشيونال فوتبول تيمز (الإنجليزية)

- National Football Teams
- Japan National Football Team Database